# Liga Superior de Turkmenistán 2022
La Liga Superior de Turkmenistán 2022 fue la 30.ª edición de la Liga Superior de Turkmenistán, la máxima categoría de Turkmenistán. La temporada comenzó el 2 de agosto y terminó el 20 de diciembre.
El campeón del torneo fue Ahal que logró su primer título en la historia de la Liga Superior.

## Equipos participantes
En la Liga Superior de Turkmenistán participaron en total ocho equipos, los mismos clubes de la temporada pasada. Se enfrentaron en un sistema todos contra todos a ida y vuelta, en total se jugaron cuatro ruedas dando un resultado de 28 partidos por equipo. El club que finalizó en primer lugar fue declarado campeón y clasificó a la Liga de Campeones de la AFC.
| Equipo           | Ciudad              | Estadio                  | Capacidad |
| ---------------- | ------------------- | ------------------------ | --------- |
| Ahal             | Annau               | Asjabad                  | 20 000    |
| Altyn Asyr       | Asjabad             | Büzmeýin Sport Complex   | 10 000    |
| Aşgabat          | Asjabad             | Nusaý                    | 3000      |
| Nebitçi          | Balkanabat          | Balkanabat Sport Complex | 10 000    |
| Energetik        | Türkmenbaşy Village | Energetik                | 4000      |
| Köpetdag Aşgabat | Asjabad             | Köpetdag                 | 26 000    |
| Merw             | Mary                | Mary Sport Complex       | 10 000    |
| Şagadam          | Turkmenbashi        | Şagadam                  | 5000      |

## Desarrollo

### Tabla de posiciones
| Pos. | Equipo              | Pts. | PJ | G  | E | P  | GF | GC | Dif. | Clasificación 2023-24                            |
| ---- | ------------------- | ---- | -- | -- | - | -- | -- | -- | ---- | ------------------------------------------------ |
| 1    | Ahal (C)            | 73   | 28 | 23 | 4 | 1  | 89 | 21 | +68  | Fase de grupos de la Liga de Campeones de la AFC |
| 2    | Altyn Asyr          | 61   | 28 | 18 | 7 | 3  | 48 | 18 | +30  | Fase de grupos de la Copa AFC                    |
| 3    | Merw                | 48   | 28 | 15 | 3 | 10 | 45 | 39 | +6   | Ronda de play-off de la Copa AFC                 |
| 4    | Köpetdag Aşgabat    | 44   | 28 | 14 | 2 | 12 | 46 | 41 | +5   |                                                  |
| 5    | Şagadam Türkmenbaşy | 34   | 28 | 10 | 4 | 14 | 45 | 44 | +1   |                                                  |
| 6    | Aşgabat             | 30   | 28 | 9  | 3 | 16 | 30 | 44 | −14  |                                                  |
| 7    | Nebitçi             | 17   | 28 | 5  | 2 | 21 | 31 | 81 | −50  |                                                  |
| 8    | Energetik           | 15   | 28 | 4  | 3 | 21 | 18 | 64 | −46  |                                                  |

 Fuente: Soccerway
Notas:
1. ↑  Dado que el campeón de la Copa de Turkmenistán 2022 (Ahal) clasificó a la Liga de Campeones mediante su posición en la liga local, el cupo que otorga dicho torneo en la Copa AFC fue cedido al tercer lugar de la Liga Superior.[2]

### Resultados
| Local \ Visitante   | ALT | AHA | KOP | ENE | MER | NEB | SAG | ASG |
| ------------------- | --- | --- | --- | --- | --- | --- | --- | --- |
| Altyn Asyr          | —   | 1–1 | 3–0 | 1–0 | 1–0 | 4–1 | 2–1 | 2–0 |
| Ahal                | 2–1 | —   | 4–2 | 8–0 | 3–1 | 7–0 | 1–0 | 4–0 |
| Köpetdag Aşgabat    | 0–1 | 1–2 | —   | 3–1 | 0–1 | 3–2 | 2–1 | 2–0 |
| Energetik           | 1–5 | 0–4 | 0–1 | —   | 1–2 | 2–1 | 1–1 | 1–0 |
| Merw                | 0–0 | 1–4 | 0–2 | 1–0 | —   | 6–2 | 4–1 | 2–1 |
| Nebitçi             | 0–2 | 1–4 | 2–4 | 2–2 | 3–2 | —   | 0–1 | 1–0 |
| Şagadam Türkmenbaşy | 1–1 | 1–1 | 5–2 | 0–0 | 2–1 | 6–1 | —   | 2–1 |
| Aşgabat             | 0–0 | 2–3 | 1–2 | 1–0 | 1–2 | 3–1 | 2–1 | —   |

| Local \ Visitante   | ALT | AHA | KOP | ENE | MER | NEB | SAG | ASG |
| ------------------- | --- | --- | --- | --- | --- | --- | --- | --- |
| Altyn Asyr          | —   | 0–0 | 1–0 | 2–1 | 1–0 | 3–0 | 3–2 | 1–1 |
| Ahal                | 3–0 | —   | 1–1 | 6–0 | 2–0 | 5–1 | 3–1 | 4–1 |
| Köpetdag Aşgabat    | 2–1 | 0–2 | —   | 2–0 | 0–1 | 4–1 | 2–0 | 1–1 |
| Energetik           | 0–2 | 1–5 | 0–2 | —   | 1–0 | 2–3 | 0–3 | 1–0 |
| Merw                | 1–1 | 3–2 | 3–2 | 4–2 | —   | 2–2 | 1–0 | 2–1 |
| Nebitçi             | 0–3 | 0–1 | 1–2 | 1–0 | 1–2 | —   | 2–4 | 1–0 |
| Şagadam Türkmenbaşy | 1–3 | 2–4 | 2–1 | 2–0 | 1–2 | 4–1 | —   | 0–2 |
| Aşgabat             | 0–3 | 0–3 | 4–3 | 2–1 | 2–1 | 3–0 | 1–0 | —   |

## Goleadores
- Fuente: Федерация Футбола Туркменистана TFF